# Demey
Demey – stacja metra w Brukseli, na linii 5. Znajduje się w gminie Auderghem. Zlokalizowana jest pomiędzy stacjami Beaulieu i Herrmann-Debroux. Została otwarta 17 czerwca 1977. Do otwarcia rozbudowy trasy do Herrmann-Debroux w 1985 roku, Demey była wschodnią stacją końcową na linii 1A. Ta część linii 1A stał się częścią linii 5 w kwietniu 2009 roku, w wyniku reorganizacji metra.